# Мамунгари
Мамунгари — охраняемый парк, расположенный на территории штата Южная Австралия, Австралия. Известен также как Безымянный парк. Мамунгари находится под охраной программы ЮНЕСКО Человек и биосфера с 1977 года.

## Физико-географическая характеристика
Охраняемый парк находится в 450 км к северо-западу от Седьюны. Он расположен в самой засушливой западной части штата. Территория парка, напоминающая букву «L», включает в себя равнину Налларбор, озёра Серпентин, а также песчаные дюны Большой пустыни Виктория. Резерват включает в себя территории, в наименьшей степени подвергшиеся влиянию человека.
В 130 км к востоку от парка расположен Oak Valley, а в 250 км к западу, на территории штата Западная Австралия, Tjuntjuntjara. В этих местах живут потомки тех, кто обитал на территории парка 39 тысяч лет назад. Населённые пункты соединены автодорогой, которая проходит через южную часть парка. Через северную часть парка проходит Anne Beadell Highway.
Высота над уровнем моря составляет от 150 до 495 метров.

## Флора и фауна
На территории парка произрастает более 270 видов растений, связанных в шесть основных групп, включая эвкалиптовые леса (Eucalyptus gongylocarpa, Eucalyptus goniocarpa, Eucalyptus oleosa, Eucalyptus transcontinentalis) и леса австралийского чёрного дуба (Casuarina cristate). Девять видов растений на территории парка являются редкими или исчезающими, ещё один вид считался вымершим.
В парке водится 120 видов птиц, включая такие виды как красногрудый травяной попугайчик (Neophema splendida), роскошный попугай Александры (Polytelis alexandrae), глазчатая курица (Leipoa ocellata), 42 вида рептилий. Среди млекопитающих, обитающих на территории парка сумчатые кроты (Notoryctes typhlops), мохноногая сумчатая мышь (Sminthopsis hirtipes) и, возможно, песчаная сумчатая мышь (Sminthopsis psammophila).

## Охрана территории
В 1970 году был создан охраняемый парк без названия. Парк управляется совместно с коренными народами Maralinga Tjarutja, Pila Nguru, согласно совместному меморандуму, подписанному в 2002 году. 30 ноября 2006 года парк получил своё современное название. Мамунгари на языке анангу означает «место вредных духов» («англ. the place of harmful spirits»).
Парк разделён на четыре зоны с различными уровнями охраны природы и использования ресурсов:
- Ядро — самая крупная зона парка — призвано сохранять биологическое разнообразие и природные ландшафты;
- Северная зона доступа — четырёхметровый коридор вокруг автотрассы Anne Beadell Highway, коридор расширяется до 10 км в районе озёр Серпентин;
- Бизнес-зона — коридор вокруг автодороги, связывающий места обитания коренных народов;
- Южная зона доступа.

Доступ в парк и различные его зоны возможен только с предварительного разрешения.